# Kollegialkapitel
Kollegialkapitel eller kollegiatkapitel kallar man inom romersk-katolsk kyrkorätt en sammanslutning av kaniker (korherrar) som inte är knuten till vare sig en domkyrka eller särskild orden av reguljärkaniker.
Nationalencyklopedin menar att kollegiatkapitel förekommit bland annat Vadstena och Kalmar, medan Förvaltningshistorisk ordbok menar att kollegiatkapitel troligen inte förekommit i Sverige (med Finland).